# Sân bay quốc tế Tam Nghĩa Lệ Giang
Sân bay quốc tế Tam Nghĩa Lệ Giang (IATA: LJG, ICAO: ZPLJ) là một sân bay quốc tế ở thành phố Lệ Giang, tỉnh Vân Nam, Cộng hòa Nhân dân Trung Hoa.

## Các hãng hàng không và các điểm đến
- Air China (Thành Đô, Côn Minh)
- China Eastern Airlines (Bắc Kinh, Thành Đô, Cảnh Hồng, Côn Minh, Thượng Hải-Hồng Kiều)
- China Southern Airlines (Quảng Châu, Côn Minh)
- Deer Air (Côn Minh)
- Shanghai Airlines (Côn Minh, Thượng Hải-Hồng Kiều)
- Shenzhen Airlines (Thẩm Quyến)
- Sichuan Airlines (Thành Đô, Trùng Khánh, Côn Minh)
- Xiamen Airlines (Hàng Châu, Hạ Môn)